# 신주쿠 센터 빌딩
신주쿠 센터 빌딩(일본어: 新宿センタービル)은 일본 도쿄도 신주쿠에 있는 고층 건물이다. 지상 54층 높이 223m의 건물로, 1979년 11월 완공 당시에는 일본에서 가장 높은 건물이었다.

## 같이 보기
- 일본의 마천루 목록
- 도쿄도의 마천루 목록